# لانتانا ريدليانية
لانتانا ريدليانية (الاسم العلمي:Lantana riedeliana) هي نوع نباتي يتبع جنس اللانتانا من فصيلة اللويزية.